# Społeczność Chrystusa

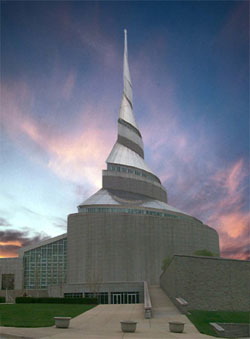
Świątynia Independence wyświęcona w 1994 r.

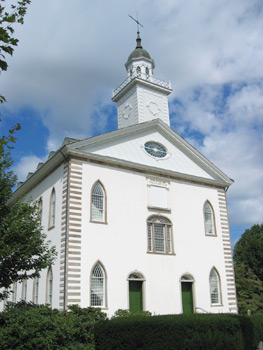
Świątynia Kirtland, wyświęcona w 1836 r. przez Jospeha Smitha Jr., należąca do Społeczności Chrystusa do 5 marca 2024 roku.

Społeczność Chrystusa (ang. Community of Christ), do 2001: Zreorganizowany Kościół Jezusa Chrystusa Świętych w Dniach Ostatnich (skrót RLDS od ang. Reorganized Church of Jesus Christ of Latter Day Saints) – druga co do wielkości denominacja ruchu świętych w dniach ostatnich (mormonów). Została zorganizowana przez Josepha Smitha III w roku 1860 z tych członków ruchu świętych, którzy po śmierci założyciela Josepha Smitha nie przystąpili do żadnej denominacji świętych. Prowadzi działalność w 50 krajach świata. Od 2005 roku prezydentem Kościoła jest Stephen M. Veazey.
Kładzie nacisk na służbę pokojowi i sprawiedliwości, chrześcijańską ewangelizację, uduchowienie, aktywność młodzieży oraz posługę o coraz szerszym zasięgu. Jest zwolennikiem wyraźnie nieliturgicznej tradycji, opartej na wspólnym lekcjonarzu.

## Historia
Kościół został oficjalnie zorganizowany dn. 6 kwietnia 1830 na farmie Petera Whitmera w Fayette, w stanie Nowy Jork. Pod przewodnictwem Josepha Smitha Jr. i Olivera Cowdery grupa około 60 przyszłych członków Kościoła zgromadziła się, aby dać początek Kościołowi Chrystusa. Po śmierci proroka Smitha Kościół podzielił się na odrębne ugrupowania (okres dezorganizacji). Większa część świętych (obecnie zwana mormonami) pod przewodnictwem Brighama Younga wyruszyła w kierunku obecnego stanu Utah.
Jednak rodzina proroka, jego syn – Joseph Smith III, jak również żona – Emma Hale Smith pozostali w Nauvoo i zgodnie z odręcznym dokumentem autorstwa Josepha Smitha Jr., w którym prorok ustanowił następcą w urzędzie prezydenta swojego syna, poczekali aż ten dorośnie i podczas Konferencji w Amboy, 6 kwietnia 1860 (w 30. rocznicę powstania Kościoła) Joseph Smith III został ordynowany do urzędu prezydenta-proroka Zreorganizowanego Kościoła Jezusa Chrystusa Świętych w Dniach Ostatnich.
Kościół od tego momentu intensywnie się rozwijał, również poza granicami Stanów Zjednoczonych. W 1920 r. światowa siedziba Kościoła została przeniesiona do Independence, w stanie Missouri, gdzie znajduje się do dziś. W 1994 r. wyświęcona została Świątynia Independence zadedykowana sprawie pokoju. W roku 2001 Kościół przyjął obecną nazwę: „Społeczność Chrystusa”.

## Organizacja i działalność
Społeczności Chrystusa przewodzi Pierwsze Prezydium, złożone z prezydenta (proroka) oraz jego dwóch doradców. Posługa kościelna jest nadzorowana przez Kworum Dwunastu Apostołów, zaś doczesnymi sprawami zajmuje się Prezydium Biskupów. Ogólny zjazd wszystkich kworów określany jest mianem Światowego Synodu Przywództwa Kościoła. Pozostałe istotne pozycje kierownicze to: Prezydium Ewangelisty, Starszy Prezydent Prezydentów Siedemdziesiątych, Prezydent Kworum Wyższych Kapłanów. Raz na dwa lata, delegaci z całego świata obradują wraz z przywództwem w ramach Światowej Konferencji.
Społeczność Chrystusa (obecna nazwa została przyjęta w 2001 r.; poprzednio: Zreorganizowany Kościół Jezusa Chrystusa Świętych w Dniach Ostatnich) została zorganizowana jako odrębna organizacja w 1860 w Amboy, w stanie Illinois. Sama Społeczność Chrystusa uważa okres posługi proroka Smitha za część historii swojego Kościoła, zaś samego proroka za swojego pierwszego prezydenta. Okres od roku 1844 do 1860, gdy nie było nikogo na stanowisku prezydenta (proroka), określa się mianem okresu dezorganizacji. Przekonania i praktyki Społeczności Chrystusa rozwijały się od 1844 r. (śmierć proroka Smitha) oddzielnie od reszty świętych w dniach ostatnich. W ciągu ostatnich dziesięcioleci, Kościół posunął się w kierunku większej tolerancji, podkreślenia swej roli jako Kościoła pokoju i sprawiedliwości. Uwzględniło to wprowadzenie pewnych zmian, np. wyświęcanie kobiet do kapłaństwa, komunii otwartej dla wszystkich, czy zmianie nazwy Kościoła.

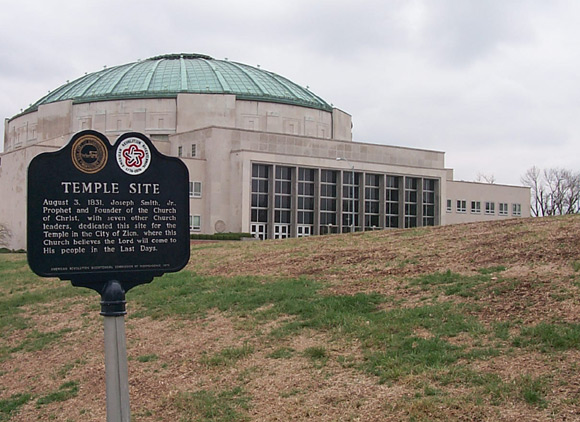
Audytorium Społeczności Chrystusa w Independence

Kościół jest w posiadaniu jednej świątyni: Świątyni Independence, w stanie Missouri, która jest siedzibą władz światowych. Posiadał również Świątynię Kirtland, w stanie Ohio, wyświęconą w 1836 r. przez Josepha Smitha, sprzedaną 5 marca 2024 roku za kwotę ok. 192 milionów dolarów Kościołowi Jezusa Chrystusa Świętych w Dniach Ostatnich, razem z okalającym ją terenem i dokumentacją. Społeczność Chrystusa posiada placówki oświatowe, w tym Uniwersytet Graceland, z Seminarium jako kierunkiem głównym. Kościół jest właścicielem licznych projektów edukacji historycznej, utrwalających wczesną historię świętych w dniach ostatnich, jak np. w Far West, w stanie Missouri, Lamoni, w stanie Iowa, Plano oraz Nauvoo, w stanie Illinois. Poza tym w Independence Społeczność Chrystusa posiada swoje audytorium oraz Pawilon Pokoju Dzieci. Independence jest także miejscem najważniejszego zjazdu ustawodawczego Kościoła – Światowej Konferencji.
Społeczność Chrystusa ma swoje oficjalne przedstawicielstwa w 50 krajach świata: Argentyna, Australia, Belgia, Boliwia, Brazylia, Bułgaria, Chile, Kanada, Kolumbia, Kongo, Dominikana, Fidżi, Filipiny, Francja, Guam, Gwatemala, Haiti, Hiszpania, Holandia, Honduras, Indie, Jamajka, Japonia, Kajmany, Kenia, Korea Południowa, Liberia, Malawi, Meksyk, Niemcy, Nigeria, Norwegia, Nowa Kaledonia, Nowa Zelandia, Papua-Nowa Gwinea, Peru, Polinezja Francuska, Południowa Afryka, Rosja, Salwador, Sri Lanka, Stany Zjednoczone Ameryki, Szwajcaria, Tajwan, Ukraina, Wenezuela, Węgry, Wielka Brytania, Wybrzeże Kości Słoniowej, Zambia.
Według danych z roku 1993 Społeczność Chrystusa, dzięki intensywnym wysiłkom misyjnym, miała w Polinezji Francuskiej 4000 członków, co odpowiada 2% ogółu społeczeństwa.
Oszacowano, że ponad połowa aktywnych członków Kościoła posługuje się innym językiem ojczystym, niż angielski. W listopadzie 2005 r. Światowy Synod Przywództwa Kościoła uroczyście ogłosił przyjęcie projektu „Słowa dla świata”, który pomoże w tłumaczeniu materiałów kościelnych na większą liczbę języków i stworzeniu odpowiednich zasobów. Obecnie projekt wspiera tworzenie materiałów w języku francuskim, hiszpańskim, portugalskim, rosyjskim, telugu, kwi, soura, tahitańskim, chewa, bemba, efik, lingala i suahili.

## Wizja i misja
Obecna wizja i misja Społeczności Chrystusa została zatwierdzona w 1996 r. przez kwora przywództwa Kościoła. Przyjmuje ona pokój i sprawiedliwość za główny cel posługi Kościoła. W swojej deklaracji misyjnej, Społeczność Chrystusa oświadcza, że: „Głosimy Jezusa Chrystusa i działamy na rzecz wspólnej radości, nadziei, miłości i pokoju”. Deklaracja wizji zakłada, że „Staniemy się ogólnoświatowym kościołem, który będzie zaangażowany w sprawy pokoju, pojednania i duchowego uzdrawiania”.

## Przekonania
Społeczność Chrystusa oświadcza, że zdaje sobie sprawę z tego, że „postrzeganie prawdy jest zawsze ograniczone ludzką naturą i doświadczeniem” i dlatego też nie przyjęła oficjalnego wyznania wiary. Niemniej jednak, przywództwo Społeczności Chrystusa zawarło swoje podstawowe przekonania w dokumencie „Powszechnie uznawane zasady Kościoła”. Stephen M. Veazey, obecny Prezydent i Prorok Kościoła złożył oświadczenie: „Społeczność Chrystusa jest kościołem udzielającym światło na drogę życia, jak również udostępniającym przestrzeń dla własnych przekonań”.
Społeczność Chrystusa przyjmuje typową dla chrześcijaństwa wizję Trójcy Świętej oraz inne powszechnie akceptowane filary wiary. Pojęcie Syjonu, jak również efektywność chrześcijańskiego życia wypełnionego nadzieją na przyszłość są mocno podkreślanymi poglądami Społeczności Chrystusa, ściśle powiązanymi z dwoma głównymi przesłaniami tej denominacji: pokojem i sprawiedliwością. Ruch ten różni się od większości wyznań chrześcijańskich wiarą w prorocze przywództwo i otwartym kanonem Pism Świętych, uzupełnianym regularnie w ich wydaniu Nauk i Przymierzy aktualnymi postanowieniami Światowej Konferencji.

### Trójca Święta
Społeczność Chrystusa uważa, że „istnieje jeden wiekuisty, w Trójcy jedyny Bóg” i postrzega go jako Stwórcę, źródło miłości, życia i prawdy. Ponadto oświadcza, że „jedynie Bóg jest godzien czci”. Jezus określany jest jako Zbawiciel i żywe odbicie Boga. Społeczność wyznaje jego życie, śmierć i zmartwychwstanie. Jak wskazuje sama nazwa Kościoła, Jezus Chrystus jest centralną postacią w studium i uwielbieniu. Oddział ds. Teologii Społeczności Chrystusa stwierdza, że „Jezus Chrystus jest Słowem, które stało się ciałem, w całej pełni Bogiem i w całej pełni człowiekiem.” Duch Święty uznany jest za „nieustającą obecność Boga na świecie” i źródło boskiego natchnienia.

### Pokój
Świątynia Independence jest miejscem nauki i uwielbienia, otwartym dla wszystkich ludzi. Zgodnie z rolą Społeczności Chrystusa jako Kościoła pokoju i sprawiedliwości, Świątynia Independence została „poświęcona zaangażowaniu w sprawie pokoju.”. Każdego dnia roku o godzinie trzynastej urzędowego czasu środkowoamerykańskiego odbywa się w Świątyni Independence Codzienna modlitwa o pokój. Ponadto, od roku 1993 przyznawane jest corocznie przez Społeczność Chrystusa Międzynarodowe Odznaczenie Pokoju. Wezwanie do „pokoju, pojednania i duchowego uzdrawiania” jest wciąż powracającym tematem w Społeczności Chrystusa, zawartym w oficjalnej deklaracji wizji. Oświadczenia doktrynalne złożone przez Kościół wskazują, że „z powodu naszego zaangażowania dla Chrystusa i wiary w wartościowość wszystkich ludzi oraz społeczności, poświęcamy nasze życia zaangażowaniu się w sprawę pokoju i sprawiedliwości dla wszystkich ludzi”. Przy zarządzie Kościoła działa Biuro Służby Pokojowi i Sprawiedliwości, którego celem jest udzielanie środków finansowych i innych, edukacja i tworzenie sieci. Dialog Pokoju jest odbywającą się corocznie w siedzibie Społeczności Chrystusa ważną konferencją dotyczącą spraw pokoju. Społeczność Chrystusa popiera Klub Młodych Pokój Czyniących jako istotny element nauki i zaangażowania się w sprawę pokoju przez dzieci i młodzież z całego świata.

### Wartościowość wszystkich ludzi
Nauka o „wartościowości wszystkich ludzi” jest w Społeczności Chrystusa bardzo ugruntowana. Społeczność Chrystusa oświadcza, że „Bóg kocha każdego z nas tak samo i bezwarunkowo. Wszyscy ludzie mają wielką wartość; powinni być szanowani jako Boże stworzenie i traktowani zgodnie z podstawowymi prawami człowieka. Pragnienie miłowania i akceptowania innych jest niezbędne do bycia wiernym wobec Ewangelii Chrystusa”.

### Objawienie i prorocze przywództwo

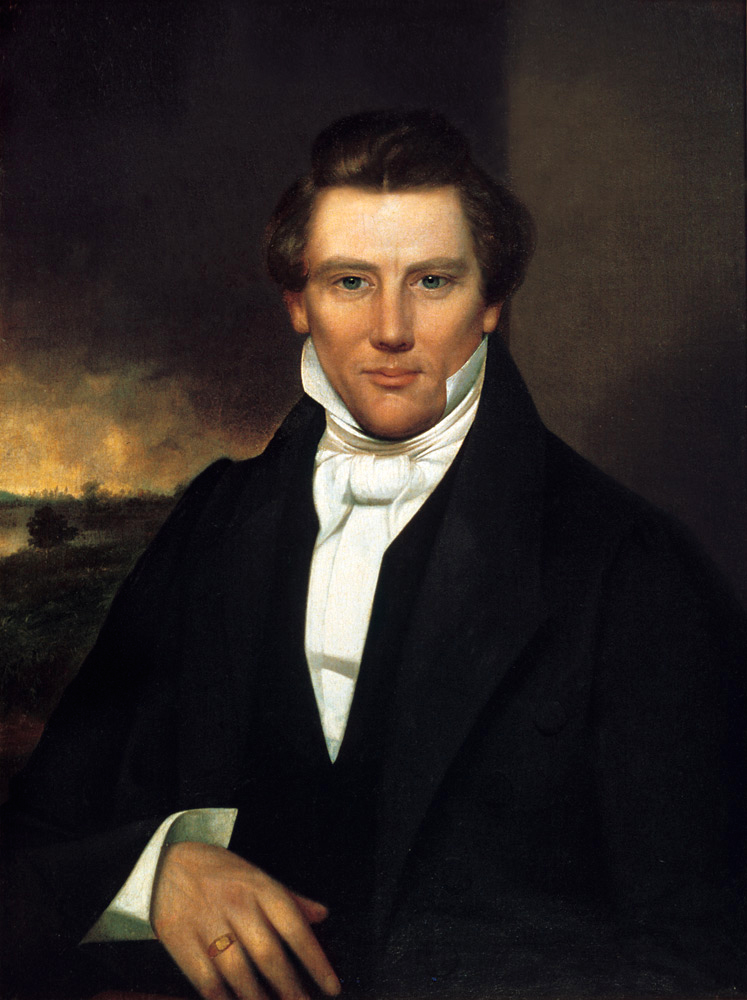
Portret Josepha Smitha ze zbiorów archiwalnych Społeczności Chrystusa

Wiara w nieustające boskie objawienie jest cechą charakterystyczną Społeczności Chrystusa. Kościół oświadcza, że „proces, przez który Bóg objawia swoją wolę i miłość nazywany jest objawieniem. Bóg kontynuuje objawienie dzisiaj podobnie jak w przeszłości. Bóg jest nam objawiany przez Pisma, społeczność wiary, modlitwę, przyrodę i ludzką historię”.
Prezydent Społeczności Chrystusa jest określany mianem „Proroka” lub „Proroka-Prezydenta”. Prezydent spełnia rolę proroka przynosząc okolicznościowe natchnione zalecenia i inne natchnione dokumenty dla Kościoła. Są to zazwyczaj krótkie ustępy tekstu udzielające zachęty, rad oraz nadające kierunek Kościołowi. Gdy natchniony dokument zostanie przedstawiony Światowej Konferencji przez Prezydenta Kościoła, ma miejsce jego ponowne rozpatrzenie. Każde kworum Kościoła i grupy przeglądają dokument i odbywa się głosowanie nad nim. Kwora zazwyczaj głosują za przyjęciem dokumentu, najczęściej jednogłośnie. Debata nad dokumentem jest dozwolona. Gdy dokument jest poddawany debacie podczas Światowej Konferencji, Prezydent opuszcza pomieszczenie, aby umożliwić bardziej bezstronne rozważenie dokumentu. Następnie odbywa się głosowanie Światowej Konferencji w kwestii przyjęcia dokumentu do kanonu Nauk i Przymierzy, uznawanych za Pismo Święte.

### Pojęcie Syjonu
Pojęcie Syjonu w Społeczności Chrystusa odnosi się do teologii Królestwa Bożego. Jako nauka jest zatem ściśle oparta na przypowieściach Jezusa o Królestwie Bożym zapisanych w czterech Ewangeliach. Bazuje również na nawiązaniach biblijnych do góry Syjon i samego Syjonu, początkowo interpretowanych jako miasto, które w niektórych miejscach określone zostało mianem „Nowego Jeruzalem”. Przed 1920 r. większość członków Społeczności Chrystusa postrzegało miejscowość Independence jako Syjon, czyli Nowe Jeruzalem. Podobnie jak nowotestamentowe zrozumienia Bazylei, tak też kwestia Królestwa Bożego była przyjmowana stopniowo przez członków Społeczności Chrystusa. Obecnie Syjon jest bardziej utożsamiany z dziełem, drogą życia, czy stanem egzystencjalnym. Oficjalnie Kościół oświadcza, że „«dzieło Syjonu» wyraża nasze zaangażowanie w dążenie do Królestwa Bożego poprzez ustanawianie chrystocentrycznych społeczności w rodzinach, zborach, sąsiedztwie, miastach i na całym świecie”. Chociaż pojęcie Syjonu jest rzadko utożsamiane z żydowskim pojęciem syjonizmu, to jednak niektórzy członkowie Społeczności Chrystusa z Maine założyli centrum dla uchodźców niedaleko Tel Awiwu podczas pierwszych powrotów żydowskiej diaspory do Izraela w początkach XX wieku.

### Wszyscy są powołani
Społeczność Chrystusa powszechnie oświadcza, że „wszyscy są powołani zgodnie z udzielonymi im darami Bożymi”. Opublikowana deklaracja wiary stwierdza, że „każdemu mężczyźnie, kobiecie, młodzieńcowi i dziecku zostały dane dary i zdolności, aby umacniać życie i aby zaangażować go w misję Chrystusa. Niektórzy zostali powołani do szczególnej odpowiedzialności jako słudzy ordynowani (kapłani) w Kościele. Kościół przewiduje szeroki zakres służb kapłańskich dzięki powołaniu i ordynacji zarówno mężczyzn i jak kobiet”.

### Kapłaństwo
Blisko jeden na dziesięciu członków Kościoła posiada władzę kapłańską. W większości są to nieopłacane służby. Kościół utrzymuje stosunkowo niewielką grupę „zawodowych duchownych”, którzy zazwyczaj służą jako regionalni administratorzy, urzędnicy ds. finansów lub misjonarze. Członkowie kapłaństwa są powołani do nauczania ewangelii, czyli dobrej nowiny o Jezusie Chrystusie. Ponieważ większość zborów nie posiada opłacanego pastora, odpowiedzialność za wygłoszenie kazania podczas niedzielnego nabożeństwa przypada zazwyczaj na członków kapłaństwa, szczególnie zaś na Starszych i innych Wyższych Kapłanów zboru. Pozostali członkowie kapłaństwa najczęściej przewodniczą pozostałym częściom nabożeństwa. Nie ma jednak ścisłych reguł co do tego, kto może wygłaszać kazania, prowadzić nabożeństwo, czy brać udział w poszczególnych jego częściach. Dlatego też członkowie, a nawet przyjaciele są niekiedy powołani do spełnienia tych funkcji.
- Kapłaństwo Aarona
  - Diakon
  - Nauczyciel
  - Kapłan

- Kapłaństwo Melchizedeka
  - Starszy
    - Siedemdziesiąty

  - Wyższy Kapłan
    - Biskup
    - Ewangelista
    - Apostoł
    - Prorok

### Zbawienie
Oddział ds. Teologii Społeczności Chrystusa podał teologiczną deklarację dotyczącą zasad zbawienia pod rozwagę członków, jednak Kościół nie oczekuje ścisłego doktrynalnego dostosowania się w tego typu kwestiach wiary. Oficjalnie Oddział przedstawił pogląd, że zbawienie i życie wieczne są darami, oraz że poprzez chrzest i uczniowskie życie w odpowiedzi na Ewangelię, każdy może stać się nowym człowiekiem.

## Sakramenty
Członkowie Społeczności Chrystusa wierzą, że sakramenty (czyli ustanowienia) wyrażają trwałą obecność Boga w życiu Kościoła, jego członków i kapłaństwa. Są one metaforycznymi aktami przeznaczonymi do stworzenia i odnawiania duchowego związku z Bogiem. Sakramenty są postrzegane jako przymierza zawierane z Bogiem w odpowiedzi na jego łaskę. Praktykuje się osiem sakramentów: chrzest, konfirmację, wieczerzę Pańską, zaślubiny, namaszczenie chorych, ordynację, błogosławienie dzieci i błogosławieństwo ewangelisty. Społeczność Chrystusa nie uznaje spowiedzi za sakrament, postrzegając ją jako indywidualną modlitwę pokutną do Boga.

## Święte pisma
Społeczność Chrystusa zwraca uwagę na Jezusa Chrystusa jako na żywe Słowo Boże i uznaje Biblię za Pismo Święte Kościoła. Kościół uważa, że Biblia powinna być „rozsądnie interpretowana i wiernie stosowana”. Większość tematów do nabożeństw, które rozsyła centrala Kościoła zborom jako przewodnie motywy biblijne, jest zaczerpniętych z Nowego Testamentu. Czasami również Stary Testament stanowi podstawę do nabożeństwa, lecz raczej rzadko. Kościół postrzega Księgę Mormona oraz Nauki i Przymierza jako „dodatkowe świadectwa służby Chrystusa i miłości Bożej”. Społeczność Chrystusa traktuje Biblię jako zbiór historii, pieśni i innych pism opartych na doświadczeniu z Bogiem.

### Biblia
W jedności z innymi kościołami chrześcijańskimi, Społeczność Chrystusa uważa Biblię za Pismo Święte. Zarówno Pisma Hebrajskie, jak i chrześcijański Nowy Testament wykorzystywane są podczas publicznych nabożeństw i do osobistego studium. Kościół popiera także modlitewne medytacje nad znaczeniem i wagą biblijnych wersetów. Często cytowanym ustępem z Nowego Testamentu są słowa: „A jeśli komu z was brak mądrości, niech prosi Boga, który wszystkich obdarza chętnie i bez wypominania, a będzie mu dana. Ale niech prosi z wiarą, bez powątpiewania” (List Jakuba 1:5.6).
Społeczność Chrystusa nie zaleca jednego, konkretnego przekładu Biblii. Chociaż Joseph Smith Jr. rozpoczął rewizję Biblii króla Jakuba za swojego życia, współczesna liturgia Kościoła oparta jest raczej na nowszych tłumaczeniach. Po śmierci proroka Smitha, robocze rękopisy jego przekładu zostały zachowane przez jego rodzinę, a tym samym weszły w posiadanie Społeczności Chrystusa. Dzieło to zostało przez Kościół zredagowane i wydane po raz pierwszy w 1867 r. jako Natchniony Przekład Biblii. Jednak od tego czasu w dużej mierze zmienił się język. Dlatego też oficjalne publikacje Społeczności Chrystusa cytują w większości nowsze tłumaczenia, takie jak angielski New Revised Standard Version. Społeczność Chrystusa nie uważa żadnego z Pism Świętych, w tym Biblii, za nieomylne. Członkowie są zachęcani do zrozumienia biblijnych wersetów w kontekście historycznym i literackim. Odradza się dosłownej interpretacji wszystkich fragmentów.

### Księga Mormona

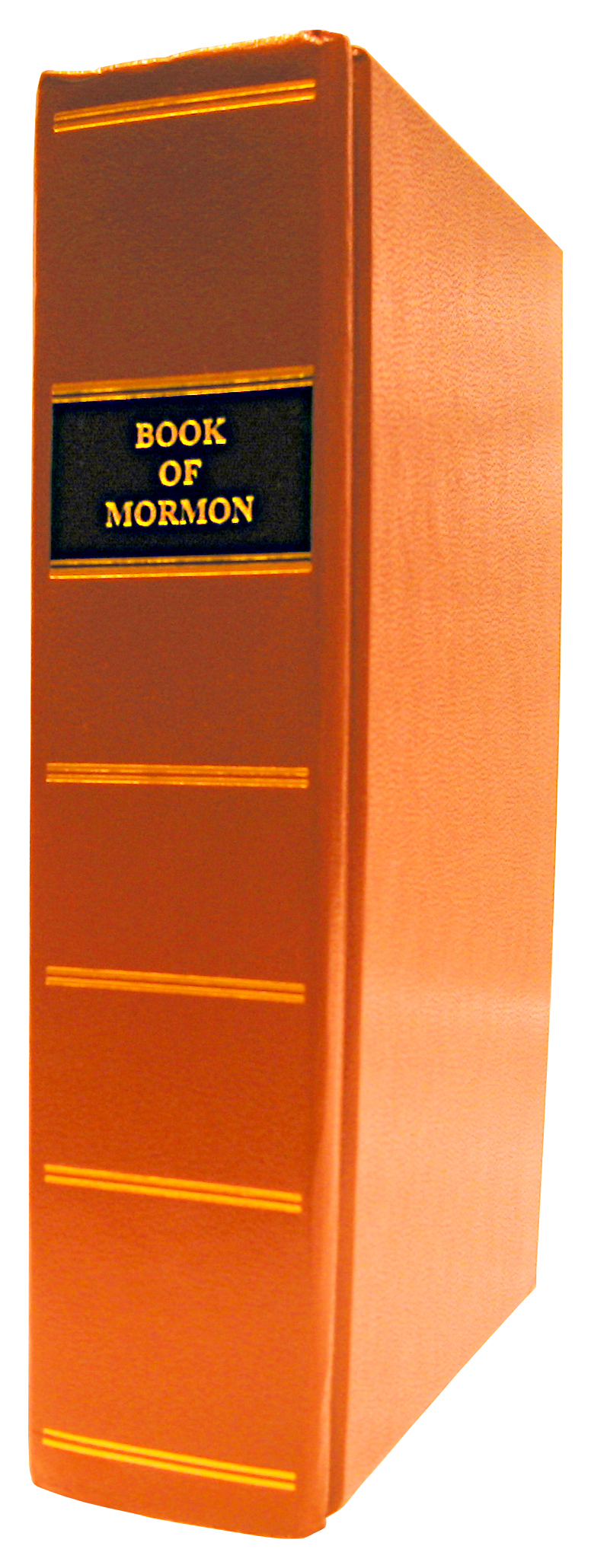
Księga Mormona, reprint oryginalnego wydania z 1830 r. Wydawany przez Społeczność Chrystusa

Społeczność Chrystusa uważa Księgę Mormona za dodatkowe świadectwo o Jezusie Chrystusie i publikuje dwie wersje tej pozycji za pośrednictwem swojego oficjalnego organu wydawniczego – Herald House. Wersja Autoryzowana Księgi Mormona oparta jest na oryginalnym manuskrypcie drukarza oraz na Drugiej Edycji Kirtlandzkiej z 1837 r. Jej zawartość jest podobna do edycji wydawanej przez Kościół Jezusa Chrystusa Świętych w Dniach Ostatnich, różni się jednak numeracją wersetów. Drugą edycją publikowaną przez Społeczność Chrystusa jest Zrewidowana Wersja Autoryzowana, która jest uwspółcześnioną językowo Wersją Autoryzowaną. Publikowany jest również reprint pierwszego, oryginalnego wydania Księgi Mormona z 1830 r. Ponadto, Społeczność Chrystusa tłumaczy i wydaje Księgę Mormona w różnych językach świata.

### Nauki i Przymierza
Nauki i Przymierza (wydanie Społeczności Chrystusa) są wciąż rosnącym i rozwijającym się zbiorem Pism Świętych, zawierających dokumenty przekazywane przez Prezydentów-Proroków Społeczności Chrystusa (wcześniej Zreorganizowanego Kościoła Jezusa Chrystusa Świętych w Dniach Ostatnich). Jeden z najnowszych dokumentów, zawierający rady dla Kościoła, został przedstawiony przez byłego Prezydenta W. Granta McMurraya. Został on dołączony do kanonu Nauk i Przymierzy dn. 31 marca 2004 r. i stał się 162 rozdziałem tej publikacji. Nauki i Przymierza zawierają różne poselstwa do chrześcijan. Jedną z takich rad, jest 161 rozdział, w którym Prezydent McMurray zaleca: „Otwórzcie swoje serca i poczujcie pragnienia waszych braci i sióstr, którzy są samotni, wzgardzeni, przerażeni, zaniedbani i niekochani. Spróbujcie ich zrozumieć, ściśnijcie ich dłonie i zaproście wszystkich do korzystania z błogosławieństw społeczności stworzonej w imię Tego, który cierpiał za wszystkich”. (Nauki i Przymierza 161:3a).
Najnowsze zalecenie dla Kościoła zostało przedstawione przez obecnego Prezydenta, Stephena M. Veazey, i włączone do kanonu świętych pism 30 marca 2007 r. jako 163 rozdział Nauk i Przymierzy. W niniejszym dokumencie, członkowie Kościoła zostali zobowiązani do aktywnego zaangażowania się na rzecz pokoju. Jeden z wersetów postuluje „dążenie do bycia wiernym wobec Chrystusowej wizji pokojowego Królestwa Bożego na ziemi”.
Kolejni Prezydenci Kościoła dodawali kolejne rozdziały Nauk i Przymierzy do kanonu:
- Joseph Smith Jr. – rozdziały 1–113.
- Joseph Smith III – rozdziały 114–131.
- Frederick M. Smith – rozdziały 132–138.
- Israel A. Smith – rozdziały 139–144.
- W. Wallace Smith – rozdziały 145–152.
- Wallace B. Smith – rozdziały 153–160.
- W. Grant McMurray – rozdziały 161–162.
- Stephen M. Veazey – rozdział 163.

### Lekcjonarz
Społeczność Chrystusa stosuje cykliczny lekcjonarz trzyletni, oparty na Zrewidowanym Wspólnym Lekcjonarzu, używanym przez większość Kościołów chrześcijańskich na świecie. Czytania biblijne w Społeczności Chrystusa są tożsame z czytaniami wszystkich Kościołów, których liturgia oparta jest na Zrewidowanym Wspólnym Lekcjonarzu. Wyjątek stanowią te wersety biblijne, których znaczenie w przekładzie cytowanym przez Lekcjonarz jest inne, niż w Natchnionym Przekładzie Biblii. Wówczas cytowany jest Natchniony Przekład. Społeczność Chrystusa uzupełniła również swój Lekcjonarz o coniedzielne czytania z Księgi Mormona oraz z Nauk i Przymierzy.

## Pierwsze Prezydium

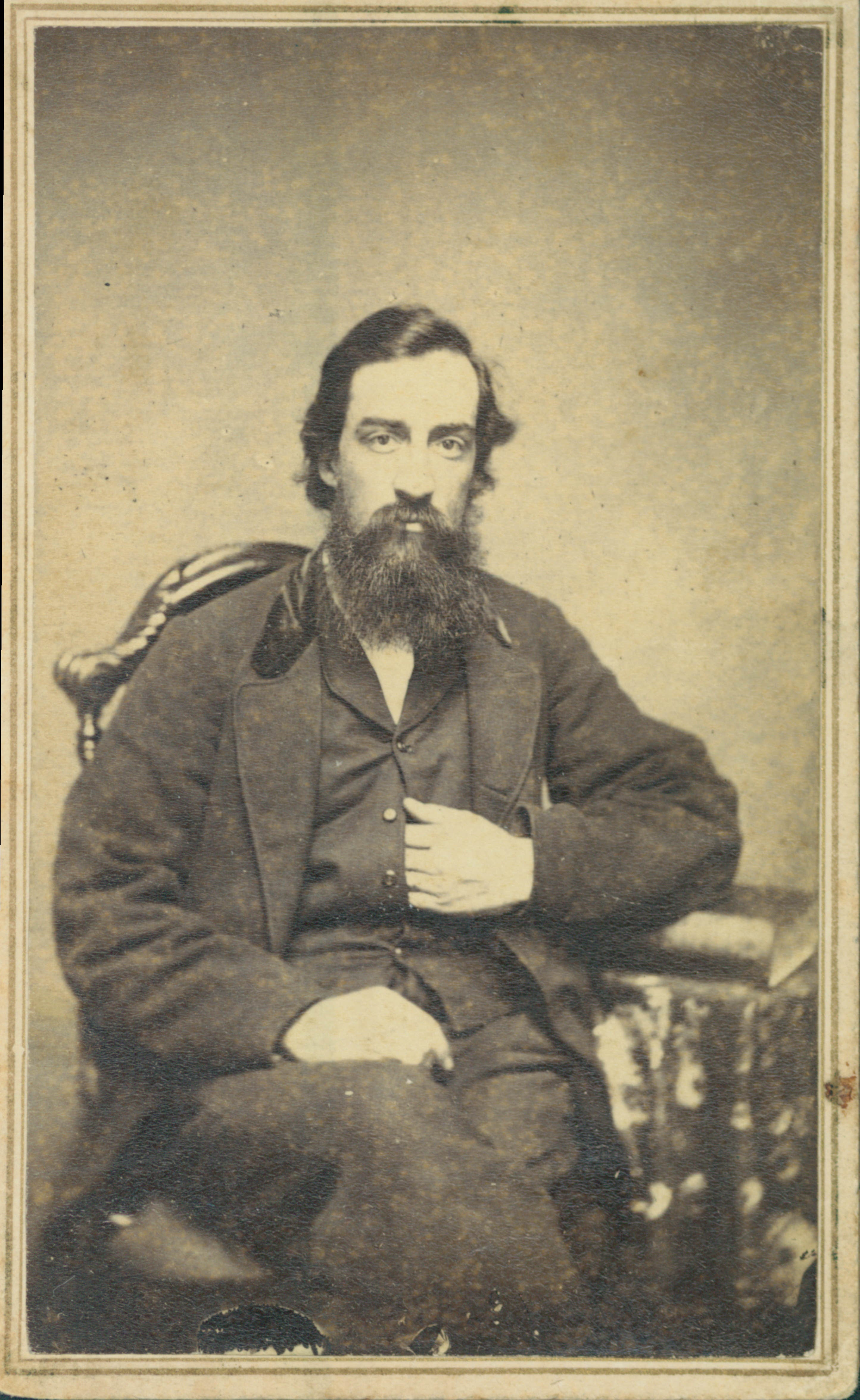
Joseph Smith III – drugi Prezydent Kościoła

Pierwsze Prezydium stanowi w Kościele radę złożoną z Prezydenta Kościoła (określanego także jako Prezydenta Wyższego Kapłaństwa) oraz jego dwóch doradców (również określanych mianem Prezydentów). Członkowie Pierwszego Prezydium uznawani są za proroków. Administracyjnie, Prezydent Kościoła jest najwyższym hierarchą oraz przełożonym wszystkich kapłanów i kapłanek.
Obecnie, w skład Pierwszego Prezydium wchodzą:
- Prezydent Stephen M. Veazey
- Prezydent David D. Schaal (doradca)
- Prezydent Becky L. Savage (doradca)

### Prezydenci Kościoła
Lista Prezydentów Społeczności Chrystusa:
| Lp. | Prezydent          | Data urodzenia    | Kadencja                   | Data śmierci     | Okres kadencji |
| --- | ------------------ | ----------------- | -------------------------- | ---------------- | -------------- |
| 1   | Joseph Smith Jr.   | 23 grudnia 1805   | 6 kwietnia 1830 – 1844     | 27 czerwca 1844  | 14 lat         |
| 2   | Joseph Smith III   | 6 listopada 1832  | 6 kwietnia 1860 – 1914     | 10 grudnia 1914  | 54 lata        |
| 3   | Frederick M. Smith | 21 stycznia 1872  | 15 maja 1915 – 1946        | 20 marca 1946    | 32 lata        |
| 4   | Israel A. Smith    | 2 lutego 1876     | 6 kwietnia 1946 – 1958     | 14 czerwca 1958  | 12 lat         |
| 5   | W. Wallace Smith   | 18 listopada 1900 | 6 października 1958 – 1978 | 4 sierpnia 1989  | 20 lat         |
| 6   | Wallace B. Smith   | 29 lipca 1929     | 5 kwietnia 1978 – 1996     | 22 września 2023 | 18 lat         |
| 7   | W. Grant McMurray  | 12 czerwca 1947   | 15 kwietnia 1996 – 2004    | nadal żyje       | 8 lat          |
| 8   | Stephen M. Veazey  | 3 maja 1957       | od 3 czerwca 2005          | nadal żyje       | nadal trwa     |